# Alexej von Jawlensky
Alexej von Jawlensky (Suslovo, 13. ožujka 1867. – Wiesbaden, 15. ožujka 1941.), njemačko - ruski ekspresionistički slikar koji je radio u Rusiji, Njemačkoj i Švicarskoj.  Pripadao je avangardnim grupama Minhenski krug, Plavi jahač i Plava četvorica. Na ekspresionistički način prikazivao je likovne elemente ruske pučke umjetnosti i Ikona.

## Djetinstvo i mladost
Jawlensky je rođen kao peto od šestoro djece u drugom braku pukovnika Georgija Nikiforowitscha Jawlenskog s Alexandrom Petrownom Medwedewom. Kao svi sinovi u obitelji, tako je i Alexej imao namjeru pohađati vojnu školu i postati časnik. Na jednoj izložbi u Moskvi je 1882.po prvi put vidio slike u ulju i akvarele i otkrio svoju ljubav prema slikarstvu. Vikendom je posjećivao Tretjakow – galeriju i kao autodidakt započeo slikati i crtati. Iste godineje umro njegovo otac i novčana situacija familije se pogoršala, Jawlensky nije mogao pohađati školu slikanja kako je to želio, tako da se koncentrirao postati najbolji apsolvent na vojnoj akademiji. Kao časnik je 1889. postigao premještaj u Petrograd jer mu je samo tamo bilo moguće pohađati Akademiju umjetnosti i služiti u vojsci. 1890.je uspješno polažio prijemni ispit i dobio dozvolu pored vojne karijere posjećivati umjetničku akademiju. Na akademiji je na početku pohađao predavanja o teoriji umjetnosti, te je crtao po gipsenim lijevcima ili statuama. 
Tamo je upoznao poznatog ruskog realističkog slikara Ilju Repina. Već godinu dana kasnije je Jawlensky zahvaljujući svojoj talentiranosti i uspjehu prešao na viši stupanj akademije. Jawlenskov profesor estetike Sachetti mu je savjetovao da dalje uči kod Ilje Repina, koji ga je ubrzo upoznao s drugim umjetnicima,  Ivana Siskina, Konstantina Korowina, Archipa Kuindzia, Vassilija Surikova, Valentina Serova, s kojim je dugo godina njegovao prijateljstvo. Kuindizi je mu je pričao o impresionistima, posebno o Manetu i Sisleyu. Ilja Repin je Jawlenskom savjetovao učiti slikarstvo kod njegove bivše privatne učenice, bogate barunice Marianne von Werefkin, koja je bila u Rusiji toliko uspješna da je dobila nadimak „ruski Rembrandt“. Von Werefkin je bila uvjerena da je Jawlensky predestiniran postati vrlo dobar slikar, ali nažalost iz tog vremena prijelaza u novo stoljeće je sačuvano tek nekoliko njegovih djela. 
Marianne von Werefkin, njezina 11godišnja sluškinja Helena Nesnakomoff i Alexej von Jawlensky su se 1896. doselili u München. Werefkin je deset godina zanemarila vlastito slikanje da bi se koncentrirala na podučavanje Jawlenskog, ali u Münchenu je dalju izobrazbu Jawlenskog prepustila slovencu Antonu Ažbeu Jawlensky je bio oduševljen Ažbeovom školom slikarstva, ne samo da je njegov novi učitelj imao izvrstan smisao za boje, svjetlucanje i trepetanje svjetla, imao je osim toga  „virtuoznu tehniku slikanja“. U Ažbeovoj školi je učio zajedno s prijateljima iz Rusije, Igorom Grabarom i Dmitrijem Kardowskim. 
Karakteristična za fazu u kojoj je Ažbe utjecao na njega je 1900. nastala slika „Petnaestogodišnja Helena“. To je slika koja se nalazi između relističke i ekspresionističke faze, stilski je s Lehnbach-smeđim tonovima još uvijek realistička, a “rad sa širokim linijama“ markira stil nadolazećih godina. Prva orijentacija prema pariškoj avantgardi primjetna je u 1902. kad je Jawlensky započeo slikati mrtve prirode i krajolike u neoimpresionističkom stilu. 1903. je Jawlensky otputovao u Pariz. Slika iz tog vremena “Ein Haus im Wald“ (Kuća u šumi) potvruđuje razradu djela Van Gogha, koji ga je okupirao dugo godina.
„Tanz in Freien“ je slika koja izvanredno potkrijepljuje slikarev razvoj u igri svjetla i sjene, osim toga sadržava određena iznenađenja.  Slika je nastala 1903., u godini kada je Marianne von Werefkin s ruskim slikarom Alexandrom von Salzmann, bez Jawlenskog, otputovala u Normandiju. Slika je snimljena rendgenski i ispod aktualne je otkrivena još jedna, na njoj se vidi jedna damu u crnoj suknji koja pokazuje sličnost sa slikom „Helene u španjolskom kostimu“ i koja je možda varijacija iste. Po izvorima i izjavama Marianne von Werefkin i Alexeja Jawlenskog je slika nastala 1904. i time dobiva ključno značenje kao prethodnik djela „Abend in Reichertshausen“.  U usporedbi s ranijim slikama vidljiv je ponovni obrat u Jawlenskovom slikarstvu. Boju nanosi u dugim, kaligrafičkim prugama po uzoru na Ažbea. Boja stoji u kontrastu s plošnošću njegove pozadine u kojoj je boja nanešena u pahuljama i kvačicama, karakteristike mladog francuskog slikarstva. Njegove su slike postajale šarenije, 1905. nastaje veliki broj slika za vrijeme njegovog boravka u Füssenu i Allgäu. Sve su slike nastale pod utjecajem neoimpresionizma i Vincenta Van Gogha. U ovoj stilskoj fazi su nastale i slike koje je Jawlensky izložio na izložbi Salon d´Automne u Parizu. Jawlensky je u svojim autobiografskim zapisima pogrešno datirao njegovo vrlo značajno putovanje kroz Francusku s Mariannom von Werefkin u 1905.,umjesto u 1906. godinu. Möglicherweise ist Jawlenskys Irrtum dadurch zu erklären, dass er erst 1937/38 – immerhin dreißig Jahre nach der für ihn und die Kunstwissenschaft so wichtigen Frankreichreise – damit begann, seine Lebenserinnerungen zu diktieren.
Marianne von Werefkin je na tom putovanju, točnije u blizini Marseillea kod njezinog prijatelja slikara Pierre-Paul Gierieud, ponovo započela slikati. Alexej Jawlensky je iskoristio putovanje na jug Francuske da bi posjetio grob nedavno preminulog slikara Paula Cezannea.
Na četvrtoj izložbi Salona d`Automne u Parizu je Jawlensky dao nekoliko slika, bile su to studije nastale u Bretagni, danas nejasno o kojim se slikama radilo.
Božićne praznike su Werefkin i Jawlensky proveli u Sausset-les-Pins te su u siječnju 1907. otputovali u Genf posjetiti Ferdinanda Hodlera, odakle su se vratili u München. U veljači iste godine upoznaje Jawlensky u minhenskij umjetničkoj grupi berlinskog slikara Curt Hermann i slikara monaha i Nabiste Jana Verkade koji je pod pseudonimom „Langejan“ objavljivao tekstove o umjetnosti.
Do 1908. je „Langejan“ često slikao u atelijeu Jawlenskog. U kolovozu 1907. su von Werefkin i Jawlensky boravili u Kaisheimu, mjeseca dana kasnije u Wasserburgu na Innu, na jesen u Murnau am Staffelsee. Krajem godine je Verkadesov prijatelj Paul Serusier došao u München, nedaleko od Jawlenskog je na njega čekao od prijatelja već iznajmljeni atelje., Seusier je tamo Jawlenskom približio slikarski stil Paula Cezanna šta se posebno dobro vidi u njegovim mrtvim prirodama. 1908. otkriva Jawlensky slikarstvo Paula Gauguina koji ga fascinira.
Jan Verkade je Jawlenskog upoznao s poljskim slikarem i Gaugauinovim prijateljem Wladyslawom Slewinskim. To je bio susret koji je Alexeja Jawlenskog napokon pomaknuo od njegovog pointilističkog slikarstva, Slewinski je imao averziju protiv neoimpresionističkog „packanja“ i ponukao je Jawlenskog napustiti njegov stil točkica i kvačica te „konvertirati“ na Gauguinovo plošno, simboličko slikarstvo. Ova promjena stila je bila značajna i u slikarstvu Wassillija Kandinskog i Gabriele Münter i drugih minhenskih kolega, čije je stilove Jawlensky vlastitim preobražajem preusmjerio. Ljeto  1908. su Marianne von Werefkin i Alexeja Jawlensky proveli sa slikarskim parom Gabriele Münter i Wassilijem Kandinskim, u tom su periodu nastale mnogobrojne slike. Pretpostavlja se da je odnos između dvaju parova bio kratko poremećen jer su Jawlensky, Werefkin, Adolf Erbslöh i Oscar Wittenstein pri kraju 1908. osnovali Minhensku grupu bez Gabreile Münter i Wassilija Kandinskog šta još godinama kasnije bio razlog Kandinskijevoj srđbi. Uzroci njegovog prvotnog oklijevanje preuzeti presjedavajuću ulogu u Minhenskoj grupi leži u ovoj zlovolji. 
Početkom 1909. je Kandinski preuzeo ulogu predsjedatelja Minhenskog kruga.  Za vrijeme ljeta 1909. su oba slikarska para ponovo zajendo radili u Murnau.  Plesač Alexander Sacharoff je u to vrijeme s Werefkin i Jawlenskim pripremao važan nastup u minhenskom Odeonu. Nakon prve izložbe Minhenskog kruga, koja je dobila izuzetno loše kritike, se odnos između Jawlenskog i Marianne vo Werefkin pogoršao i slikarica je otputovala u Kaunas, u ruskoj Litvi, gdje je boravila do početka 1910. kod brata Petera von Werefkin koji je u Kaunasu bio guverner.
Početkom 1910 se Marianne von Werefkin vratila u München, par mjeseci kasnije je Adolf Erbslöh, u to vrijeme još sekretar Minhenskog kruga,  otputovao u Pariz s Pierrom Girieudom, da bi francuske umjetnike nagovorio sudjelovati u drugoj izložbi Minhenskog kruga, koja je bila planirana za početak rujna iste godine. U usporedbi s prvom izložbom, na kojoj je sudjelovalo 16 umjetnika, je druga izložba bila s 29 umjetnika uspješno organizirana, ali nažalost su kritike bile podjednako loše kao i prvi put. Franz Marc je inkognito posjetio izložbu i napisao povijesno- umjetnički fundiranu recenziju koju je krajem rujna pročitao Erbslöh. Kratko vrijeme kasnije je Franz Marc upoznao umjetnike Minhenskog kruga, s Mariannom von Werefkin i Alexejem Jawlenskim je vrlo brzo sklopio prijateljstvo.
Istog dana kao i Franz Marc su August Macke i njegova žena posjetili von Werefkin i Jawlenskog. Pred kraj godine se i Kandinsky vratio iz Rusije u München i 31. 12. 1910. su se u salonu Marianne von Werefkin upoznali FranZ Marc i Wassily Kandinsky. 
Zanimljiv je posjet koncerta Arnolda Schöneberga. Werefkin, Jawlensky, Münter, Macke, Kandinsky i Marc su zajedno posjetili koncert 2. sječnja 1911.  Rezultat je bila diskusija o „nečistoći“ u slikarstvu, umjetnički problem kojeg je Werefkin već 1907. u njezinim slikama riješila.
Ljeto  1911. su Werefkin i Jawlensky zajedno s Helenom i Andreasom proveli na Baltičkom moru, za Jawlenskog jedna od najvažnijih faza njegovog ekspresionističkog stvaranja: „Tamo sam slikao […] snažnim i žarkim bojama, nimalo naturalistički ili sadržajno […]To je bio preobrat u mojoj umjetnosti.“ Iste je godine u Barmenu imao samostalnu izložbu, posebno informativne slike iz tog perioda su bile „Der Buckel I“, „An der Ostsee“, „Kirche in Perow“. Pred kraj 1911. su von Werefkin i Jawlensky otputovali u Pariz gdje su upoznali Henria Matissea. Početkom prosinca 1911. je Minhenski krug odbio sliku koju je Kandinsky predložio za treću izložbu,“ Kompisition V/ Das jüngste Gericht“, šta je rezultiralo Kandinskijevim napuštanjem Minhenskog kruga. Gabreille Münter i Franz Marc su ga slijedili. 
Ljeto 1912. su Jawlensky i Werefkin proveli s Kardowskym i njegovom suprugom Olgom Della Vos koja je bila uspješna slikarica. To je bila godina u kojoj je Jawlensky dostigao zenit svog slikarstva. Markantne slike iz tog vremena su „Turandot II“, „Selbstbildnis“, „Blaue Berge“. Nakon povratka u München su von Werefkin i Jawlensky napustili Minhensku grupu, povod njihovom protestu je bila knjiga Ottoa Fischera s prilozima o umjetnicima Minhenske grupe, koja je izdana kao u uvod u 3. izložbu. 
Iste je godine Jawlensky upoznao Emila Noldea s kojim ga je godinama vezivalo blisko prijateljstvo. 
1913 su Jawlensky i Werefkin sudjelovali na izložbi Plavog jahača te na izložbi Ertser Deutscher Herbstsalon. Nažalost su njihovi odnosi bili napeti i Werefkin je napustila Njemačku i vratila se Rusiju, tj u Litvu gdje je posjetila brata. Slike Jawlenskog su u isto vrijeme izgubile svoju žarkost. Osim toga je s odlaskom Marianne von Werefkin ostao bez mecene i novca.  Slike koje su nastale početkom 1913 u Bordigheri na talijanskoj rivijeri su vesele i svijetle, bez tjeskobe koja je karakterizirala njegove prethodna djela. Osim toga su u njegovim slikama naslikani poneki detalji koje se i danas u Bordigheri nalaze.
Nakon povratka u München se Jawlenski odlučio otputovati u Rusiju i nagovoriti Mariannu Werefkin da se vrati u Njemačku. Nakon uspješnog razgovora sa slikaricom, vratio se krajem lipnja u München, Werefkin se vratila 26. srpnja, šest dana prije početka prvog svjetskog rata. 

## Godine u Švicarskoj 1914. – 1921.
Za vrijeme Prvog svjetkog rata je Njemačka protjerala sve strance iz zemlje. Jawlensky i Werefkin su zajedno s njegovom ljubavnicom Helenom i sinom Andreasom emigrirali u Švicarsku. Na početku su živjeli prilično skromno i Jawlensky se morao odreći luksuza kojeg mu je Marianna Werefkin do tada omogućila. Sjedeći na prozoru u njegovoj maloj sobi, pokušavao je slikati, koncentrirajući se na početku na ljepotu krajolika. U to je vrijeme okoliš još i prepoznatljiv, da bi se kasnije detalji krajolika pretvorili u svojevrsne metafore iz svijeta emocija. Prve radove koji su na takav način nastali je Jawlenski nazvao „Lieder ohne Worte - Pjesme bez teksta“ ili oficijalno „Varijacije na temu krajolika“. S ovim slikama je slikar započeo seriju neusporedivog ekspresionističkog opusa u kojima su boje i forme prerasle njihovu prvotnu ulogu. 
1916. je Jawlensky upoznao Galku Scheyer koja je preuzela ulogu Marianne Werefkin i u budućnosti poticala njegovu umjetnost, ali s jednom razlikom, ona je ugovorom obavezala Jawlenskog da joj od svake prodaje pripada 45% prihoda. 
Krajem 1917. su se Jawlensky i Werefkin preselili u Wollishofen u blizini Züricha, gdje je započeo slikati mistične glave. Pretežno se radilo o ženskim glavama u žarkim bojama, kao slika "Galka". Iste godine je Jawlensky započeo sa slikanjem lica koja su se razlikovala od svih dotadašnjih. On ih je nazvao "Christusköpfe – Isusove glave". Lako ih je prepoznati po šiljastim uvojcima koji se na čelu nekoliko puta prekrižuju i simboliziraju isusovu krunu od trnja: "Christus" i "Ruhendes Licht". 
1918. se Jawlensky i Werefkin sele u Kanton Tessin na Lago Maggiore. Nastaju nove serije mističnih glava, tzv. "konstruktivne glave" ili "lica spasitelja". Glave i lica su bez vrata i ramena, veza s relanim svijetom sve se više reducira. Lica nisu slikana samo frontalno već i nagnuta na lijevo ili desno, osim toga imaju ponekad i zatvorene oči. Kasnije slika samo frontalno, uvijek heraldske "U" forme i zatvorenih očiju, geometrijski krugovi su se primjetno učestali.

## Godine u Njemačkoj 1920. – 1941.
1920. su se Werefkin i Jawlensky konačno rastali i napustili zajednički stan u Münchenu. Galka Scheeyer je organizirala sudjelovanje Jawlenskog na izložbi Nassauischer Kunstverein u Wiesbadenu. Izložba je imala vrlo uspješni ishod, Jawlensky je sklopio ugodna poznanstva, zbog čega je odlučio preseletiti se u Wiesbaden. 1922. se Jawlensky vjenčao s Helenom. 
U isto vrijeme se počeo baviti litografijom i crtanjem. Nassauischer Kunstverein posjeduje mape sa šest litografija, crno-bijele glave, te nekoliko crteža.
Lyonel Feininger, Vasilij Kandinski, Paul Klee, Jawlensky i Galka Scheyer su se 1924. odlučili formirati udrugu s kojom bi svoje slike mogli promovirati i prodavati u SAD-u. Grupu su nazvali "Die Blaue Vier – Plava četvorica". Prva izložba Plave četvorice bila je iste godine u San Franciscu. Usprkos tome je Jawlensky imao nepostojan financijski uspjeh s pozitivnim i negativnim fazama. 
Postojana prijateljstva je u Wiesbadenu sklopio tek 1927. i to s dvije slikarice, Lisa Kuemmel se brinule o njemu, s vremenom je postala najvažnija osoba u njegovom životu. Ona je do njegove smrti organizirala sve poslovne i privatne stvari, brinula se o njegovim slikama, napravila prvi popis svih djela Jawlenskog, te po njegovom diktatu napisala memoare. Iste godine je po prvi put primijetio da boluje od reumatičkog artritisa i po prvi put otputovao u toplice Bad Woerishofen. Bekker von Rath, koju je upozano krajem godine, je 1929. osnovala udruženje „Vereinigung der Freunde der Kunst Alexej von Jawlenskys – Udruga prijatelja umjetnosti Alekeja von Jawlenskog“  u nadi poboljšanja njegove financijske situacije.   
Nažalost se njegovo zdravstveno stanje sve više pogoršavalo i početkom 1930. je po prvi put doživio momente uzetosti, zbog čega ga je tri mjeseca boravio u jednoj bolnici u Stuttgartu, s novčanom podrškom slikarice Ide Kerkovius. Njegovi su bolovi tek privremeno bili ublaženi, bolest ga je sve češće mjesecima vezivala za krevet, permanentno je bio u liječničkom tretmanu. 1933. su došli nacionalni socijalisti s Adolfom Hitlerom na vlast i zabranili mnogim umjetnicima, tako i Jawlenskom, izlaganje djela. Godinu dana kasnije je reumatički artritis u fazama potpuno pralizirao njegovu desnu ruku. Pogoršanje bolesti je bio uzrok novom načinu rada, novonastale slike glava su bile na prijelazu iz apstraktnih u meditacije. Njihova karakteristika je nagib glave na lijevo ili desno, na početku imaju okruglu bradu kao npr. u slici: "Erinnerung an meine kranke Hände – Sjećanje na moje bolesne ruke". Sredinom 1930. je Jawlensky bio prisiljen početi slikati lijevom rukom.
Lisa Kümmel i slikar Alo Altripp su zajedno pomagali Jawlenskom, Altripp se pobrinuo da sve slike koje su nastale od 1937. pod nazivom "Meditacije" budu cjelokpno sačuvane. On je bio i prvi koji je Jawlenskog nazvao „slikarom Ikona 20.stoljeća“
S pogoršavanjem bolesti su se mijenjale i glave, njihovi su oblici manje okrugli, brada je čak odrezana donjim rubom slike kao npr. u slici "Rückblick". Kasnije se bolest tako progresivno razvila, bilo mu je moguće slikati samo vodoravne, okomite ili kose linije. U "Meditacijama" je još samo slikao "en face". Kad god je ruka bar malo bila pokretljiva i bolovi podnošljivi, slikao je krajolike ili mrtve prirode. Zahvaljujući Altrippu je Jawlenski 1936. naslikao pet Meditacija na papiru sa zaltnom folijom, "Meditation auf Goldgrund".
1937. je sjedio u invalidskim kolicima i jedini kontakt s vanjskim svijetom je bila Ilse Kümmel.
72 njegovih slika su nacionalni socijalisti zaplijenili, 3 slike su izložene na izložbi s imenom: "Entartete Kunst – Degenerirarana umjetnost" u Münchenu. Krajem 1937. je naslikao zadnju "Meditaciju", slike su bile sve tamnije, skoro monokrone,ali još uvijek su djelovale translucidno, npr. "Das grosse Leiden – Velika bol". 
1938. je Jawlensky bio potpuno paraliziran i nije više mogao napustiti krevet. Umro je 15. ožujka 1941., sa 76 godina. Njegov je lijes položen na odar pred ikonostasom ruskog slikara Carla Timoleona u rusko - ortodoksnoj crkvi u Wiesbadenu, govor je držao njegov dugogodišnji prijatelj Adolf Erbslöh. Pokopan je na rusko-ortodoskom groblju u Wiesbadenu. 
Njegova ostavština se nalazi u Jawlensky- Arhivu u Locarnu u Švicarskoj.

## Jawlensky i Japonizam
1904/05 se po prvi put javljaju japonističke karakteristike u njegovim djelima. Pod utjecajem Van Gogha je Jawlensky naslikao dvije mrtve prirode s japanskim lutkama. Jednu je nazvao „Bagatelles -  Nebitnosti", a drugu jednostavno – "Mrtva priroda". Obje su slike kupili prijatelji, prvu je kupio Otto Fischer, a drugu Alexander Sacharoff.
U to vrijeme se sve više kristalizira jedna posebnost u njegovom slikarstvu, koja postaje važnom karakteristikom Jawlenskog, on uokviruje njegove slike tamnoplavom ili crnom linijom. To je bilo tipično za japanske drvoreze koje je Jawlensky poznavao i sakupljao. Moguće je da je ovo uokvirenje preuzeo iz umjetnosti Nabista. 
Slike u kojima se najviše vidi japanski utjecaj su portreti plesača Sacharoffa: „Die weisse Feder - Bijelo pero“  i „Dame mit Fächer - Dama s lepezom “. Prva slika je danas izložena u "Lenbachhaus" u Münchenu, druga u Muzeju u Wiesbadenu.“ Dame mit Feder“  je slika koja zadivljuje ženstvenim šarmom i gracijom. Jawlensky je slikao po uzoru na japanske drvoreze, osim toga po uzoru na sliku „Orian“ Vincenta Van Gogha, portret kurtizane Keisai Eisen
Grandiozna inscenacija u samopotretu iz 1912. je podjednako nastala po utjecajem japonizma. Slika djeluje iznenanđujuće egzotično zahvaljujući žarkim bojama kojima je naslikao svoje lice. Jawlensky je upoznao japanske drvoreze za vrijeme u kojem je bilo moderno slikati po uzoru japanskih umjetnika. Ali osim toga je u svoje slike integriao i majstorsku disciplinu japanskih slikrara, u portretima je osobe slikao obuhvaćajući njihov karakter i raspoloženja, šta je postao zaštitni znak njegovog slikarstva.

## Plemićki naslov
Nije jasno da li je Jawlensky imao plemićki naslov. Kandinsky je jednom prilikom rekao da Jawlensky ne bi smio koristiti plemićki predikat „von“. Oficijalno ga nije ni koristio. Natpis na školi crtanja i slikanja je glasio "A. Jawlensky", i na posjetnici podjednako. Nabist Jan Verkade je uvijek govorio o „ Rusu, Alexeju Jawlenskom“, dok je s druge strane naglašavao plemićki naslov njegove prijateljice „ Ekscelencija Marianne von Werefkin“. Zanimljivo je spomenuti da potomci nisu nasljedili plemićki naslov.

## Poveznice
- Alexej-von-Jawlensky-Archiv
- Informacije o umjetniku i njegovim djelima (ruski)
- Die Brüder Jawlenski, der Künstler und der Gouverneur, Faina Borisowna Solowjewa, Wyschnewolozk, 2004 (ruski)
- Alexej von Jawlensky, „Ich bin in dich vertieft…“, Irina Dewjatjarowa, Russkoje Iskusstwo, Nr 3, 2005 (ruski)